# Triodontopyga obscurata
Triodontopyga obscurata là một loài ruồi trong họ Tachinidae.